# Продукційна гідробіологія
Продукційна гідробіологія — розділ загальної  гідробіології, що вивчає закономірності продукційних процесів у водоймах.
Продукційна гідробіологія вишукує перспективні шляхи збільшення та якісного поліпшення сировинної бази промислу водних організмів, розробляє методи прогнозування продуктивності водойм і її підвищення за рахунок спрямованої зміни умов існування  гідробіонтів, складу останніх і раціонального промислу. Продукційна гідробіологія розробляє екологічні основи раціонального ведення  аквакультури. Екологічні основи продукційної гідробіології розроблені  Г. Г. Вінбергом.

## Ресурси Інтернету
- Алимов А. Ф. «Введение в продукционную гидробиологию» можна скачати за адресою  PDF-файл
- Дедю И. И. Экологический энциклопедический словарь. — Кишинев, 1989
- Словарь ботанических терминов / Под общ. ред. И. А. Дудки. — Киев, Наук. Думка, 1984
- Англо-русский биологический словарь (online версия)
- Англо-русский научный словарь (online версия)